# Lijst van voetbalinterlands Estland - Gibraltar
Deze lijst van voetbalinterlands is een overzicht van alle officiële voetbalwedstrijden tussen de nationale teams van Estland en Gibraltar. De landen speelden tot op heden vijf keer tegen elkaar. De eerste ontmoeting, een vriendschappelijke wedstrijd, werd gespeeld in Gibraltar op 5 maart 2014. Het laatste duel, eveneens een vriendschappelijk duel, vond plaats op 26 maart 2019 in Gibraltar.

## Wedstrijden
| № | Plaats    | Datum          | Competitie           | Wedstrijd           | Uitslag |
| - | --------- | -------------- | -------------------- | ------------------- | ------- |
| 1 | Gibraltar | 5 maart 2014   | Vriendschappelijk    | Gibraltar – Estland | 0 – 2   |
| 2 | Tallinn   | 26 mei 2014    | Vriendschappelijk    | Estland – Gibraltar | 1 – 1   |
| 3 | Tallinn   | 7 oktober 2016 | WK 2018 kwalificatie | Estland – Gibraltar | 4 – 0   |
| 4 | Faro      | 7 oktober 2017 | WK 2018 kwalificatie | Gibraltar – Estland | 0 − 6   |
| 5 | Gibraltar | 26 maart 2019  | Vriendschappelijk    | Gibraltar – Estland | 0 − 1   |

## Samenvatting
| Competitie        | Totaal gespeeld | Winst Estland | Gelijk | Winst Gibraltar | Doelsaldo Estland – Gibraltar |
| ----------------- | --------------- | ------------- | ------ | --------------- | ----------------------------- |
| WK-kwalificatie   | 2               | 2             | 0      | 0               | 10 − 0                        |
| Vriendschappelijk | 3               | 2             | 1      | 0               | 4 − 1                         |
| Totaal            | 5               | 4             | 1      | 0               | 14 − 1                        |

Wedstrijden bepaald door strafschoppen worden, in lijn met de FIFA, als een gelijkspel gerekend.

## Details

### Eerste ontmoeting
| Vriendschappelijk (Gibraltar, 5 maart 2014): |       |                                  |
| Gibraltar                                    | 0 – 2 | Estland                          |
|                                              | goals | 11' Dmitri Kruglov 81' Rimo Hunt |

### Tweede ontmoeting
| Vriendschappelijk (Tallinn, Estland, 26 mei 2014): |       |                  |
| Estland                                            | 1 – 1 | Gibraltar        |
| Ragnar Klavan 47'                                  | goals | 71' Jake Gosling |

### Derde ontmoeting
| WK 2018 kwalificatie (Tallinn, Estland, 7 oktober 2016):                       |       |           |
| Estland                                                                        | 4 – 0 | Gibraltar |
| Mattias Käit 47' Konstantin Vassiljev 52' Mattias Käit 70' Sergei Mošnikov 88' | goals |           |

### Vierde ontmoeting
| WK 2018 kwalificatie (Faro, Portugal, 7 oktober 2017): |       |                                                                                                  |
| Gibraltar                                              | 0 – 6 | Estland                                                                                          |
|                                                        | goals | 10' Siim Luts 30' Mattias Käit 38' Sergei Zenjov 52' Joonas Tamm 65' Joonas Tamm 77' Joonas Tamm |

### Vijfde ontmoeting
| Vriendschappelijk (Gibraltar, 26 maart 2019): |       |                          |
| Gibraltar                                     | 0 – 1 | Estland                  |
|                                               | goals | 53' Konstantin Vassiljev |

EJL · A-internationals · Bondscoaches · Statistieken · Estisch vrouwenelftal · Olympisch elftal · Estland U21 · Estland U20 · Estland U19 · Estland U18 · Estland U17 · Estland U16
1920 – 1929 ·
1930 – 1939 ·
1940 – 1949 ·
1950 – 1990 · 
1990 – 1999 ·
2000 – 2009 ·
2010 – 2019 ·
2020 − 2029
OS 1924
1920 ·
1921 ·
1922 ·
1923 ·
1924 ·
1925 ·
1926 ·
1927 ·
1928 ·
1929 · 
1930 · 
1931 · 
1932 · 
1933 · 
1934 · 
1935 · 
1936 · 
1937 · 
1938 · 
1939 · 
1940 · 
1941 · 
1942 · 
1943 · 1944 · 
1945 · 
1946 · 
1947 · 
1948 · 
1949 · 
1950 – 1990 · 
1991 · 
1992 · 
1993 · 
1994 · 
1995 · 
1996 · 
1997 · 
1998 · 
1999 · 
2000 · 
2001 · 
2002 · 
2003 · 
2004 · 
2005 · 
2006 · 
2007 · 
2008 · 
2009 · 
2010 · 
2011 · 
2012 · 
2013 · 
2014 · 
2015 · 
2016 ·
2017 ·
2018 ·
2019 ·
2020
Albanië ·
Andorra ·
Angola ·
Antigua en Barbuda ·
Argentinië ·
Armenië ·
Azerbeidzjan ·
België ·
Bosnië-Herzegovina ·
Brazilië ·
Bulgarije ·
Canada ·
Chili ·
China ·
Cyprus ·
Denemarken ·
Duitsland ·
Ecuador ·
Egypte ·
El Salvador ·
Engeland ·
Equatoriaal-Guinea ·
Faeröer ·
Fiji ·
Filipijnen ·
Finland ·
Frankrijk ·
Georgië · 
Gibraltar ·
Griekenland ·
Hongarije ·
Hongkong ·
Ierland ·
IJsland ·
Indonesië ·
Irak ·
Israël ·
Italië ·
Jordanië ·
Kazachstan ·
Kirgizië ·
Kroatië ·
Letland ·
Libanon ·
Liechtenstein ·
Litouwen ·
Luxemburg ·
Malta ·
Marokko ·
Mexico ·
Moldavië ·
Montenegro ·
Nederland ·
Nieuw-Caledonië ·
Nieuw-Zeeland ·
Noord-Ierland ·
Noord-Macedonië ·
Noorwegen ·
Oekraïne ·
Oezbekistan ·
Oman ·
Oostenrijk ·
Polen ·
Portugal ·
Qatar ·
Roemenië ·
Rusland ·
Saint Kitts en Nevis ·
San Marino ·
Saoedi-Arabië ·
Schotland ·
Servië ·
Slovenië ·
Slowakije · 
Spanje ·
Tadzjikistan ·
Thailand ·
Trinidad en Tobago ·
Tsjechië ·
Turkije ·
Turkmenistan ·
Uruguay ·
Vanuatu ·
Venezuela ·
Verenigde Arabische Emiraten ·
Verenigde Staten ·
Vietnam ·
Wales ·
Wit-Rusland ·
Zweden ·
Zwitserland
GFA · A-internationals · Bondscoaches · Statistieken · Vrouwenelftal · Olympisch elftal · Gibraltar U19 · Gibraltar U17
2010 – 2019 ·
2020 − 2029
2013 ·
2014 ·
2015 ·
2016 ·
2017 ·
2018 ·
2019 ·
2020 ·
2021 ·
2022 ·
2023 ·
2024
Andorra ·
Armenië ·
België ·
Bosnië en Herzegovina ·
Bulgarije ·
Cyprus ·
Denemarken ·
Duitsland ·
Estland ·
Faeröer ·
Frankrijk ·
Georgië ·
Grenada ·
Griekenland ·
Ierland ·
Kosovo ·
Kroatië ·
Letland ·
Liechtenstein ·
Litouwen ·
Malta ·
Moldavië ·
Montenegro ·
Nederland ·
Noord-Macedonië ·
Noorwegen ·
Polen ·
Portugal ·
San Marino ·
Schotland ·
Slovenië ·
Slowakije ·
Turkije ·
Wales ·
Zwitserland